# Зид смрти (ТВ филм)
„Зид смрти” је југословенски ТВ филм из 1981. године. Режирао га је Слободан Голубовић Леман а сценарио су написали Слободан Голубовић Леман и Деана Лесковар.

## Улоге
| Глумац          | Улога      |
| --------------- | ---------- |
| Гордана Марић   | Артисткиња |
| Милан Пауљевић  | Стева      |
| Богољуб Бутрић  | Лаза       |
| Милан Јакшић    | Дечак      |
| Бранко Петковић | Конобар    |